# 裘维裕
裘维裕（1891年—1950年），字次丰，男，江苏无锡人，中国电机工程学家、物理学家、教育家，曾任交通大学科学学院、理学院院长、教授。1950年因腦溢血去世。他的妻子是程婉珍、陸澄珠。